# 李忠熙
李忠熙（韓語：이충희，1959年11月7日—）是前韓國男子籃球員，曾被譽為亞洲第一射手，以精準外線令人印象深刻。1991年赴台灣以球員兼訓練員的身分加盟宏國隊，征戰甲組籃球賽場，1994年隨宏國象投入中華職籃（CBA），當時年事已高，不若當年神勇。後來高掛球鞋，1995年在宏國象擔任總教練至1997年。返韓後把CBA經驗帶到南韓，協助KBL韓國職籃的成立（首個球季於1997年10月展開）。

## 外部連結
- 李忠熙在fiba.basketball（英语）
- 李忠熙在archive.fiba.com（archived）（英语）
- 李忠熙在Basketball-Reference.com（國際）（英语）
- 李忠熙在Olympedia（英语）